# Germano (cônsul honorário)
Germano (em latim: Germanus) foi um oficial bizantino do final do século VI e começo do VII, ativo durante o reinado dos imperadores Maurício (r. 582–602) e Focas (r. 602–610). Foi comandante militar no oriente (talvez mestre dos soldados vacante) em Dara e cônsul honorário. Em 603, encontra-se com o emissário Lílio e foi ferido por um soldado. Em 604, é gravemente ferido num confronto com um exército persa invasor e morre em decorrências de feridas.

## Vida

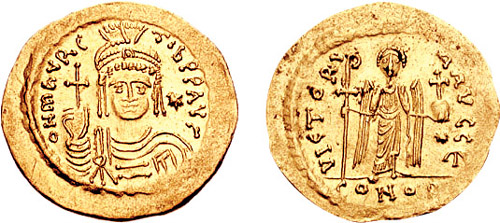
Soldo de Maurício r.

Talvez pode ser o duque homônimo ativo no reinado de Maurício (r. 582–602). Caso o seja, foi restaurado ao favor imperial após o motim do exército em 588 e recomeçou sua carreira militar na fronteira oriental. Pouco antes da queda de Maurício em novembro de 602, substituiu Narses no comando do forte de Dara. Em março / abril de 603, cumprimentou Lílio, que havia sido designado como emissário de Focas à Pérsia, quando passou por Dara; nessa ocasião, Teofilacto Simocata descreve-o como comandante de Dara (talvez fosse mestre dos soldados vacante) e cônsul honorário.
Quando Lílio estava em Dara, Germano foi atacado e ferido por um soldado; logo se recuperou e pode enviar Lílio a seu destino. No final de 603 ou começo de 604, quando Narses se rebelou, recebeu ordens de Focas para sitiá-lo em Edessa. Durante o ano de 604, encontrou-se com um exército persa invasor próximo de Constantina, onde foi derrotado e fatalmente ferido; morreu alguns dias depois em Constantina.